# Hypsognathus
Hypsognathus (gr. "mandíbula alta") és un gènere primitiu de sauròpsids (rèptils) anàpsids del Triàsic superior, trobat en l'estat de Nova Jersey (EUA). Pertanyia a la família Procolophonidae, ordre Procolophonia, una de les més antigues de rèptils.
Feia 33 cm i era de cos rabassut. Posseïa unes espines a banda i banda del cap que probablement li servissin per defensar-se, ja que es creu que era herbívor. A causa de la seva complexió és probable que no pogués aconseguir grans velocitats.